# Кширачора-Гопинатх
Храм Кширачора Гопинатха расположен в штате Орисса, округ города Баласор, деревня Ремуна.
В храме расположено Божество Гопинатхи, которое вырезал Господь Рама своей стрелой, во время своего изгнания  из Айодхьи, когда Он со своей супругой Ситой и соратниками путешествовали в изгнании. Говорится, что Сита попросила Раму показать их игры во время конца Двапара Юги, когда они придут в образе Кришны и Радхи. В ответ, одной из своих стрел Господь Рама вырезал Божество Гопинатхи, а так же ещё множество фигур, представляющих лилы Кришны во Вриндаване.
В храме так же находятся Божества Говинда-джи и Мадана Мохана и уже на протяжении 800 лет единый стандарт поклонения Божествам. Летом, в июне, в самый жаркий сезон, когда температура не падает ниже 30 градусов Божества обмазывают полностью сандаловой пастой, которая имеет сильно охлаждающий эффект. Чандан ятра в Ремуне проходит одновременно с Чандан ятрой Гопинатхи во Вриндаване. Мадхавендра Пури лично установил этот стандарт.